# Bad Beat

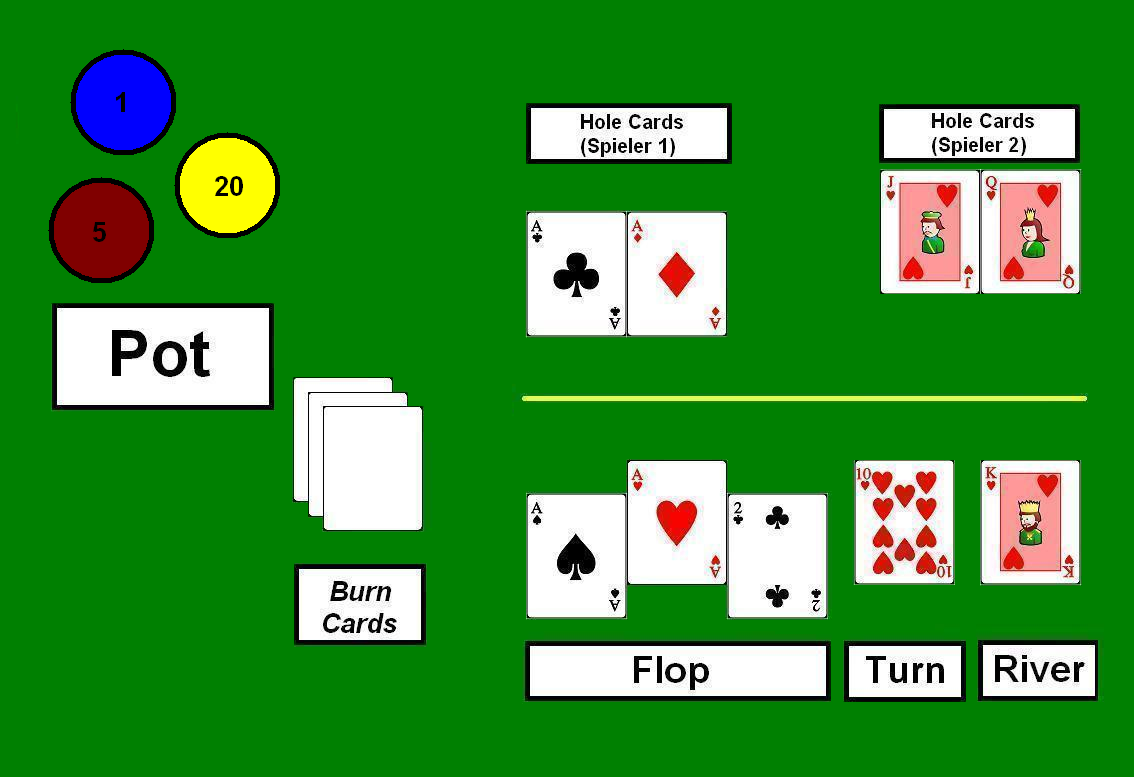
Beispiel für einen Bad Beat: Spieler 1 verliert trotz eines geflopten Ass-Vierlings gegen Spieler 2, welcher durch die River-Karte seine Hand zu einem Royal Flush vervollständigt

Ein Bad Beat beschreibt in den Hold’em-Varianten des Kartenspiels Poker eine Hand, die trotz ihrer anfänglichen, offensichtlichen Stärke verliert.

## Arten von Bad Beats
Die meisten Hände, die nach dem Flop als ausgezeichnet erscheinen, können im weiteren Verlauf der Runde noch geschlagen werden. Man unterscheidet im Allgemeinen zwischen zwei möglichen Ausprägungen.

### Draw Bad Beat
Bei einem Draw Bad Beat verliert ein Spieler mit einer nach dem Flop offensichtlich starken Hand gegen einen Spieler, dessen Hand sich erst im Verlauf der Runde zu einer Stärkeren als die seines Gegenspielers vervollständigt. Charakteristisch ist hierbei, dass der Spieler mit der anfangs unterlegenen Hand oftmals entgegen der mathematischen Wahrscheinlichkeiten, seine Hand durch Turn- und Riverkarte noch zu verbessern, durch das Zahlen der Einsätze (callen), die sein Gegenspieler vorgibt (bet), tatsächlich die stärkere Hand erhält.
Das folgende Beispiel zeigt den Verlauf einer Spielrunde, die durch das Spielverhalten zweier Spieler schließlich zu einem Bad Beat führt:
| Hole Cards Spieler 1 | J♠ 9♥    |
| Hole Cards Spieler 2 | 7♣ 8♣    |
| Flop                 | J♣ 9♠ 3♠ |

Spieler 1 hält ein Top Two Pair, die momentan bestmögliche Zweipaarkombination, hier Buben und Neunen. Durch die zwei Pik (♠) eine Flush- und durch J 9 herrscht dennoch eine geringe Straightgefahr.
Es befinden sich Chips im Wert von 10 im Pot. Spieler 1 setzt 20, um Spieler 2 zur Aufgabe seines Blattes zu bewegen und somit die Gefahr durch Flush und Straight auszuschließen.
Spieler 2 fehlt die 10 zur Straße (Gutshot). Da sich bei einem gewöhnlichen 52-Karten-Spiel vier Karten mit dem Wert „10“ im Stapel befinden, lässt sich mit unten stehender Formel die Rentabilität für das Zahlen des Mindesteinsatzes berechnen.
Es gilt etwa:
{\displaystyle P=100\cdot {\frac {O\cdot G}{45+G}}}
mit {\displaystyle O}- Anzahl der Outs, {\displaystyle G}- Ausstehende Gemeinschaftskarten.
{\displaystyle {\begin{aligned}O&=4\\G&=2\\P&=100\cdot {\frac {4\cdot 2}{45+2}}\\P&\approx 17\,\%\end{aligned}}}
Der Spieler hat also eine 17-prozentige Chance auf eine Straße. Daraus folgt:
{\displaystyle S=C\cdot (P+E)}
mit {\displaystyle S}- Die maximal zu zahlende Summe, {\displaystyle C}- Wahrscheinlichkeit die Hand zu verbessern, in Prozent, {\displaystyle P}- Potgröße, {\displaystyle E}- Der zu bringende Einsatz.
{\displaystyle {\begin{aligned}C&=17\,\%\\P&=20+10\\&=30\\E&=20\\S&=0{,}17\cdot (30+20)&=8{,}5\end{aligned}}}
Spieler 2 dürfte also maximal 8,5 setzen, damit der Einsatz rentabel ist.
Wenn dieser Spieler nun aber trotzdem zahlt, seine Hand zu einer Straße vervollständigt und es bei Spieler 1 bei seinen zwei Paaren bleibt, gewinnt Spieler 2 mit einer Straße, obwohl der Einsatz mathematisch ungerechtfertigt war. Man spricht von einem Bad Beat.

### Unvorhersehbarer Bad Beat
Bei einem Unvorhersehbaren Bad Beat verliert eine starke Hand gegen eine noch Stärkere. Im Film James Bond 007: Casino Royale gewinnt der Protagonist beispielsweise mit einem Straight Flush gegen ein Full House.

## Reaktionen auf einen Bad Beat
Oftmals führt ein Bad Beat zu emotionalen Reaktionen und Unkonzentriertheit. Im Pokerjargon wird dieser Spieler als getilted oder “on tilt” bezeichnet.